# صعب أحمر الرأس
صعب أحمر الرأس (الاسم العلمي: Quelea erythrops)، نوع من الصعب وفصيلة الحباك .يوجد في أنغولا، بنين، بوتسوانا، بوركينا فاسو، بوروندي، الكاميرون، جمهورية إفريقيا الوسطى،تشاد، جمهورية الكونغو، جمهورية الكونغو الديمقراطية، ساحل العاج، غينيا الاستوائية، إثيوبيا، الغابون، غامبيا، غانا، غينيا، غينيا بيساو وكينيا وليبيريا وملاوي ومالي وموزمبيق والنيجر ونيجيريا ورواندا وساو تومي وبرينسيبي والسنغال وسيراليون وجنوب إفريقيا وجنوب السودان وسوازيلاند وتنزانيا وتوغو وأوغندا وزامبيا وزيمبابوي.